# Marco Pašalić
Marco Pašalić (ur. 14 września 2000 w Karlsruhe) – chorwacki piłkarz niemieckiego pochodzenia występujący na pozycji napastnika w amerykańskim klubie Orlando City oraz w reprezentacji Chorwacji. Wychowanek Karlsruher SC, w trakcie swojej kariery grał także w takich zespołach jak VfB Stuttgart II oraz Borussia Dortmund.